# Посольство КНР в Україні
Посольство Китайської Народної Республіки в Україні (кит. 中国驻乌克兰大使馆, скор. Посольство КНР в Україні) — офіційне дипломатичне представництво КНР в Україні, відповідає за розвиток та підтримання відносин між КНР та Україною.

## Історія дипломатичних відносин
Після проголошення незалежності Україною 24 серпня 1991 року КНР визнала Україну 27 грудня 1991 року. 4 січня 1992 року між Україною та КНР було встановлено дипломатичні відносини.

## Історія будівлі посольства
Будівля була споруджена на замовлення київського генерал-губернатора Михайла Драгомирова за адресою Олександрівська, 3 (нині М.Грушевського, 32). Під час Першої світової війни в приміщенні розміщувався військовий шпиталь. У 1918 році в цій будівлі розміщувалася канцелярія Штабу Ясновельможного пана Гетьмана Української Держави Павла Скоропадського. За часів Української РСР в будівлі проживали військові керівники. З 1992 року в цій будівлі розміщується Посольство Китайської Народної Республіки в Україні.

## Структура посольства
- Протокол
- Прес-секретар
- Консульський відділ
- Канцелярія
- Політичний відділ
- Військовий аташе
- відділ у справах культури
- відділ у справах освіти
- відділ у справах науки і техніки

## Посли Китаю в Україні
| N    | Країна | Посол          | 中国驻乌克兰大使 | Зображення | Інформація про термін перебування на посаді |
| ---- | ------ | -------------- | ---------------- | ---------- | ------------------------------------------- |
| т.п. | КНР    | Ю Чженьці      | 于振起           |            | (1992–1992)                                 |
| 1    | КНР    | Чжан Чжень     | 張震             |            | (1992–1995)                                 |
| 2    | КНР    | Пань Чжаньлінь | 潘占林           |            | (1995–1998)                                 |
| 3    | КНР    | Чжоу Сяопей    | 周晓沛           |            | (1998–2000)                                 |
| 4    | КНР    | Лі Ґобан       | 李国邦           |            | (2000–2003)                                 |
| 5    | КНР    | Яо Пейшен      | 姚培生           |            | (2003–2005)                                 |
| 6    | КНР    | Ґао Юйшен      | 高玉生           |            | (2005–2007)                                 |
| 7    | КНР    | Чжоу Лі        | 周力             |            | (2007–2010)                                 |
| 8    | КНР    | Чжан Сіюнь     | 张喜云           |            | (2010-2016)                                 |
| 9    | КНР    | Ду Вей         | 杜伟             |            | (2016-2020)                                 |
| 10   | КНР    | Фань Сяньжун   | 范先荣           |            | (2020-2024)                                 |
| 11   | КНР    | Ма Шенкунь     | 马升琨           |            | (з 2024-до т.ч.)                            |

## Консульства КНР в Україні

### Уповноважені Китайського посольства
- УНР, м. Київ, вулиця Левашовська, 1 (Особняк Маркуса Зайцева)[6].

1. Чжу Шао Ян (1918—1920), уповноважений китайського посольства;
2. Лі Зун Сін (1920—1921);

- УРСР, Харків, вулиця Рибна, 4

1. Лі Зун Сін (1921—1922), голова виконкому Спілки китайських громадян в Україні;
2. Фу Сун Тін (1922—1923);
3. Сю Шен (1923—1924).

### Генеральне консульство КНР в Одесі

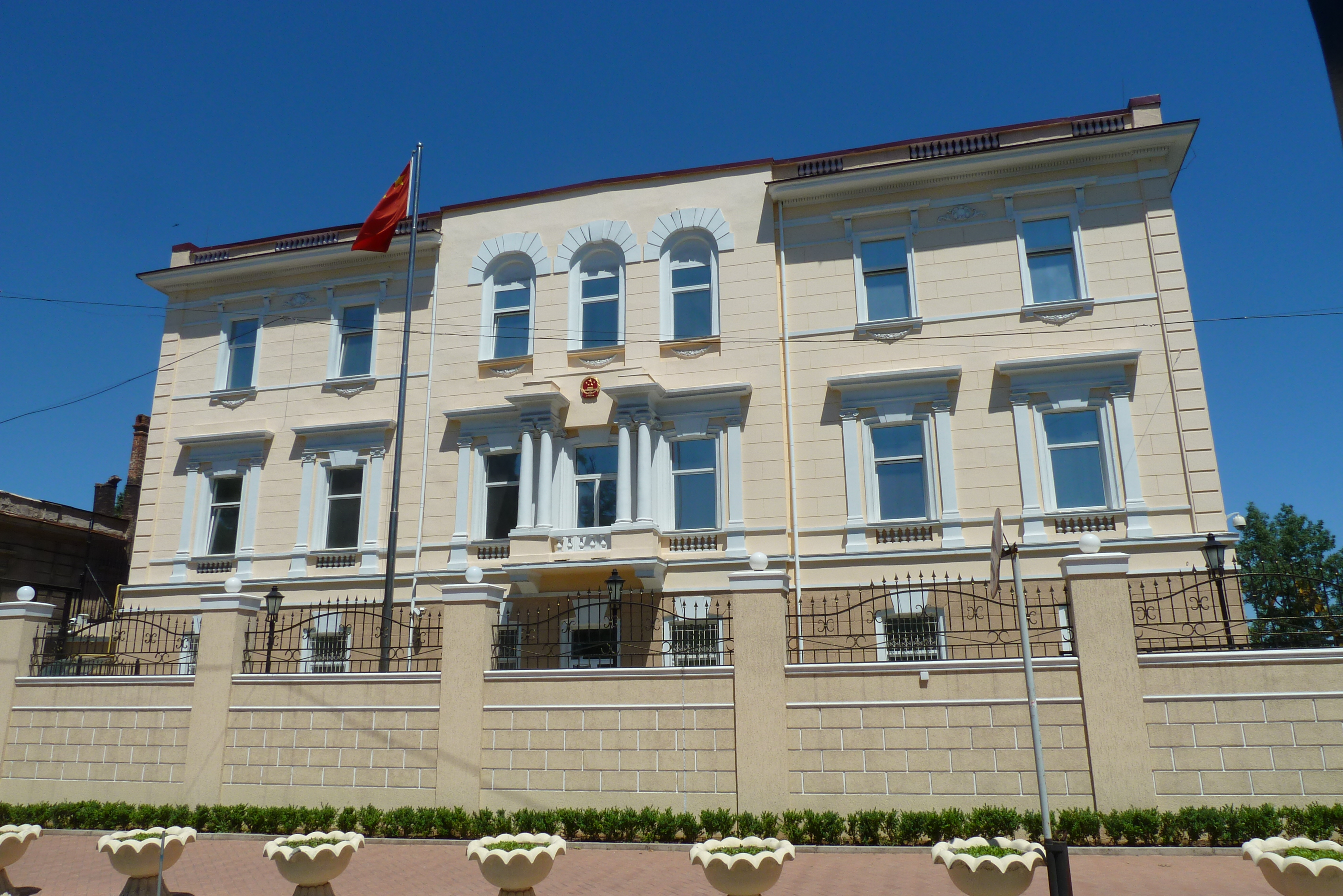
Генеральне консульство КНР в Одесі

- 65014, Україна, м. Одеса, пров. Нахімова, 2
- Генеральні консули КНР з 2006 року

1. пан Сунь Ліньцзян (2006—2008)[7]
2. пані У Сяоін (2008—2013)
3. пан Юй Чуньлі (2013—2014) в.о.[8]
4. пан Цао Юньлун (2014—2016)
5. пані Чжао Сянжун (2016—2018)
6. пан Сун Ліцюнь (2018—2022)